# Sárkány Lajos
Ilenczfalvi Sárkány Lajos (Kolozsvár, 1860. április 30. – Kolozsvár, 1929. július 1.) gimnáziumi tanár és igazgató, Sárkány Ferenc fia.

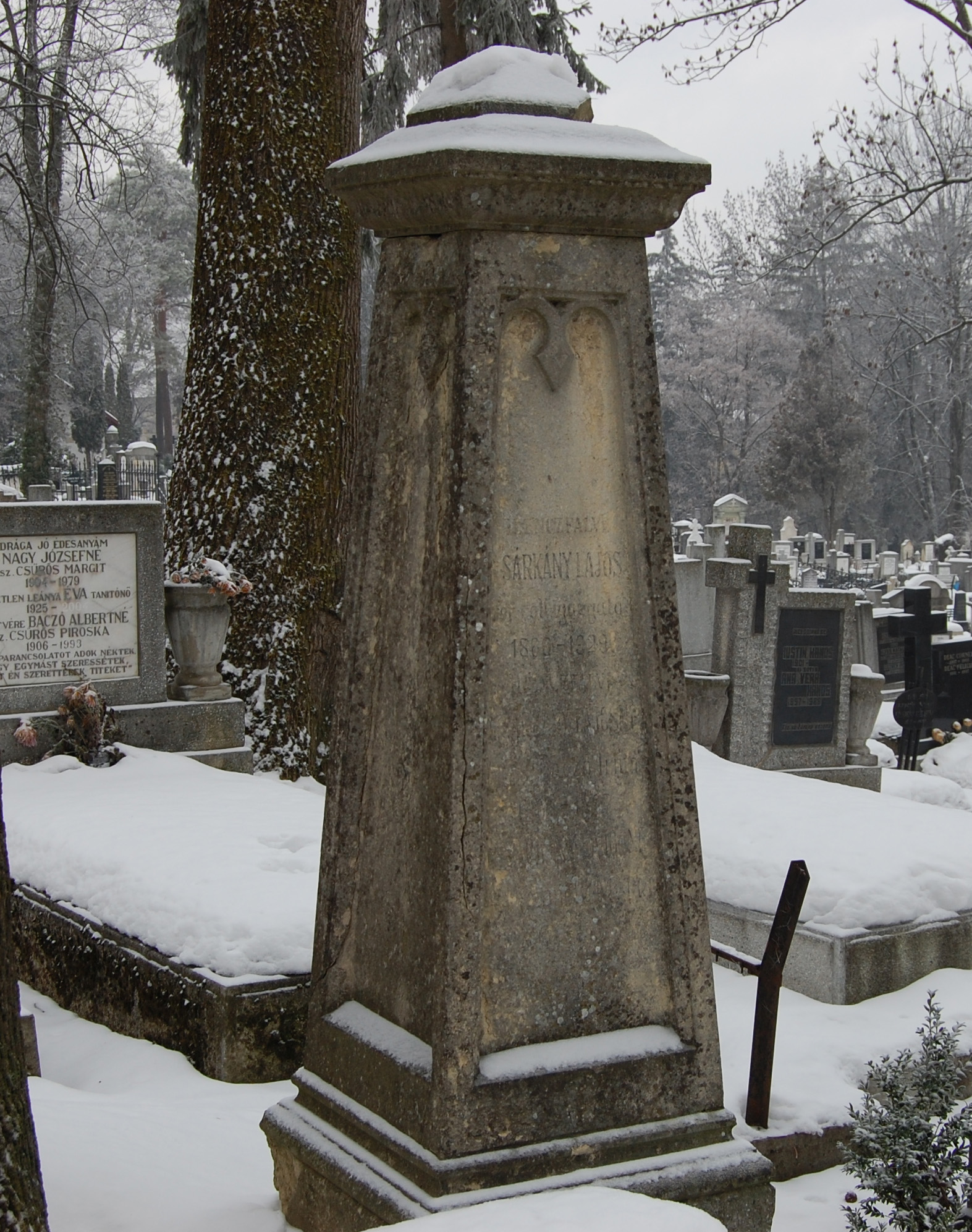
Sírja a kolozsvári Házsongárdi temető II. c. parcellájában

## Élete
Édesapja ilencfalvi Sárkány Ferenc (1822 – 1896) református kollégiumi tanár, 1848-as hadnagy, és édesanyja, szétsi Seress Mária (1826-1915). Sárkány Lajos az egyetemi tanulmányait 1879-től 1884-ig Kolozsvárt, 1884-85-ben Berlinben végezte. 1883-ban tett tanári vizsgát és 1885 szeptember elején a kolozsvári református főgimnáziumban a mennyiségtan és természettan tanára lett (azon a tanszéken, melyet az 1885-ben nyugalomba vonult édesapja, Sárkány Ferenc, a 18. század végén anyai nagyapja, Méhes György és utána a fia, Méhes Sámuel töltöttek be). 1883-ban doktorált a kolozsvári egyetemen Az arcustangens függvény ismételt külzelése című dolgozatával. Témavezetője Brassai Sámuel és Martin Lajos volt.
Az erdélyi református tanárok általános özvegy-árva-segély-alapjának pénztárnoka volt. 1896-tól 1902-ig a kolozsvári református kollégium igazgatója volt; 1902-től az erdélyi református egyházkerület tanügyi előadója és több évig volt igazgatótanácsának számvevője. Elhunyt 1929. július 1-jén délután, életének 70., házasságának 31. évében, örök nyugalomra helyezték 1929. július 3-án délután. Sírja a Házsongárdi temetőben van.

## Házasságai és gyermekei
Első felesége vetési Baczó Irma (1863–1897), vetési Baczó Elek és léczfalvi Császár Laura lánya. Anyai nagyszülei, léczfalvi Császár Gábor és Csató Zsófia (1802–1880) voltak. Sárkány Lajos és Baczó Irma házasságából született:
- ilencfalvi Sárkány Lórika,
- ilencfalvi Sárkány Mária. Férje, parajdi Mester Mihály (1887–1961), gimnáziumi igazgató, tanügyi főtanácsos, az Erdélyi Püspökség református előadó tanácsosa.[5]
- ilencfalvi Sárkány Ilona, dr. Nagy Elek neje.

A második neje Urbánetz Mária, akitől nem született gyermeke.

## Újságcikkei
Cikkei a kolozsvári református kollégium Értesítőjében (1887. A mathematika tanultatása, 1896–1902. Az iskolai évet megnyitó és bezáró beszédek, 1897. A felekezeti középiskolák feladata); a Pénzügyi Útmutatóban (1888. 5. sz. Kis sorsjegyeink valódi értékéről, decz. sz. Kis sorsjegyeink belértékéről, 1889. 10. sz. A magyar állami conversiók, 19. A conversio és a közönség érdeke, ugyanez az Erdélyi Híradóban); a Prot. Egyházi és Iskolai Lapban (1890. 19. sz. A közalapi tőkesegélyezés kérdéséhez); a Protestáns Közlönyben (1898. Az egyházkerületi takarékpénztár); az Erdélyi Prot. Lapban (1897. Az iskola és családi kör viszonya, 1898. A záró vizsgálatokról, 1899. Az államsegély és a gymnasiumok felekezeti jellege, Báró Baldácsi Antal, 1903. Emlékbeszéd Bolyai János születésének 100-dik évfordulóján, 1904. Az egyházi tűzkártérítés); az Országos Középiskolai Tanáregylet Közlönyében (1900. A középiskolai testi nevelés); a Természettud. Közlönyben (1900. A levegőbeli hangtünemények); az Erdély nevesebb fürdői 1902-ben, szerk. Rigler Gusztáv c. munkában (A fürdők anyagi viszonyai).

## Munkái
- Az arcus tangens ismételt külzelése. Kolozsvár, 1883.
- Kimutatás az erdélyi ev. ref. egyházkerület pénztárában kezelt alapok állásáról 1891. január 1-jén. Uo. 1891.
- Mértan. Kézikönyv és példatár gymnasiumok felsőbb osztályai számára. Uo. 1897. (2. kiadás. Budapest, 1901. Román nyelven, Balázsfalva, 1899.)
- Pótfüzet az előbbihez. Kolozsvár, 1899.
- Négyszámjegyű logaritmus táblák. Uo. 1900.
- Algebra. Uo. 1905.

Szerkesztette a kolozsvári református kollégium Értesítőjét 1896–1902-ben.